# Trichrous jamaicensis
Trichrous jamaicensis là một loài bọ cánh cứng trong họ Cerambycidae.